# Tatort: Gebrochene Blüten
Gebrochene Blüten ist ein Fernsehfilm aus der Fernseh-Kriminalreihe Tatort der ARD und des ORF. Der Film wurde vom WDR produziert und am 1. Mai 1988 erstmals gesendet. Es ist die 205. Folge der Tatort-Reihe und die 16. mit den Kriminalhauptkommissaren Horst Schimanski (Götz George) und Christian Thanner (Eberhard Feik). Anlässlich des 40. Sendejubiläums des Duisburger Tatorts strahlte der WDR am 11. Januar 2022 eine in HD abgetastete und digital restaurierte Folge aus.

## Handlung
In einem Duisburger Stadtbus wird der Tanzlehrer Prinz, so scheint es, das Opfer einer Messerstecherei. Kriminalhauptkommissar Horst Schimanski findet dessen Ehefrau Manuela ganz in der Nähe an einer Bushaltestelle. Manuela Prinz steht offensichtlich unter Schock, sodass Schimanski sie nach Hause begleitet. Die vernommenen Zeugen sagen übereinstimmend aus, dass der Täter fremdländisch ausgesehen habe. Der Mann kann zügig ermittelt werden.
In einer Mietwohnung finden Schimanski und sein Kollege Thanner einen erschossenen Thailänder sowie die Tatwaffe, ein langes Messer, mit dem Prinz erstochen wurde. Der Thai hat sich augenscheinlich mit einer P1 selbst getötet, die aus Bundeswehr-Beständen in Wasserburg stammt und vor vielen Jahren bei einem Bankraub benutzt wurde. Bei dem Toten können zwei Telefonnummern sichergestellt werden. Eine Nummer gehört zu Manuela Prinz und die andere zur Firma Atlantis GmbH. Die durchgeführte Obduktion ergibt jedoch, dass der Thailänder keinen Selbstmord beging, sondern ermordet wurde.
In der folgenden Nacht bittet Manuela Schimanski, zu ihr zu kommen, da sie sich verfolgt und bedroht fühle. Als sie einen Telefonanruf von einem Unbekannten erhält, der sie treffen möchte, verabredet sie sich auf Schimanskis Drängen hin mit dem Unbekannten. Als Schimanski den Tresor von Prinz durchsucht, findet er Papiere von eingeschmuggelten Thailänderinnen. Am nächsten Tag beschatten Schimanski, Thanner und ihr Kollege Hänschen die verkabelte Manuela bei ihrem Treffen mit dem unbekannten Anrufer. Bei dem Unbekannten handelt sich um einen Herrn Blatzer, der Manuelas Unterlagen an einen weiteren nicht bekannten Mann übergibt. Dieser Unbekannte wird von Thanner beobachtet, als er junge Mädchen, die als Tanzgruppe Broken Blossoms bezeichnet werden, vom Flughafen abholt (wie in einem im Tresor gefundenen Brief an Prinz erwähnt) und sie geschickt vor Thanners Augen verschwinden lässt. Tatsächlich jedoch handelt es sich um asiatische Mädchen, die der Rotlichtszene zugeführt werden sollen. Schimanski, der Blatzer verfolgt, wird von diesem auf einem Güterbahnhof in die Irre geleitet und von einem blonden Hünen zusammengeschlagen.
Wütend lässt er daraufhin Prinz’ Studio durchsuchen, weil er vermutet, Manuela habe ihn hereingelegt und stecke mit dem Mädchenhändlerring unter einer Decke. Thanner schreitet ein und bringt seinen Freund und Kollegen zur Vernunft. Die Kriminalbeamten nehmen mehrere Thaimädchen fest, deren Aussagen bestätigen, dass Prinz sie unter falschen Versprechungen nach Deutschland holte, wo sie dann im Rotlichtmilieu arbeiten mussten.
Manuelas Versuch, Schimanski davon zu überzeugen, dass sie nichts mit dem Mädchenhandel zu tun habe, endet damit, dass sie den Ermittler verführt. Eine Computerabfrage am nächsten Tag ergibt, dass Blatzer in Wahrheit Willi Koslowski heißt und Manuela Prinz bereits seit 1981 tot ist. Schimanski konfrontiert Manuela mit diesen neuen Erkenntnissen, woraufhin sie zugibt, die Papiere von Prinz’ Frau übernommen zu haben. Sie behauptet „Burger“ zu heißen und aus Wasserburg zu stammen. Doch erst einmal nehmen die Beamten das „Zuhälterparadies“ von Koslowski hoch, der bei seiner Vernehmung den Mord an dem Thailänder bestreitet.
Bei in Wasserburg angestellten Ermittlungen erweist sich zwar Manuelas wahre Identität, aber das Foto stimmt nicht. Im Polizeirevier in Wasserburg hängt ein Fahndungsposter aus, auf dem Manuela abgebildet ist, die in Verbindung mit einem Bankraub mit einer P1 als Tatwaffe gesucht wird. Als Thanner und Schimanski wieder zurück in Duisburg Manuela festnehmen wollen, bittet sie darum, mit Schimanski ein Gespräch unter vier Augen führen zu dürfen. Sie bedroht ihn mit einer Waffe, während sie ihm erzählt, dass der Thailänder aus Rache für seine geschändete Freundin ihren Mann getötet habe und ihr dann Geld abpressen wollte, sodass sie keine andere Möglichkeit sah, als ihn zu töten. Schimanski schafft es, Manuela zur Aufgabe zu bewegen. Aber als sie die Waffe spielerisch an seinen Hals setzt, wird sie von Thanner vom Fenster aus erschossen. Zu spät wird entdeckt, dass Horst Schimanski zu keinem Zeitpunkt in Gefahr war, denn Manuelas Waffe war nicht geladen.

## Hintergrund
- Renate Krößner wurde durch den Spielfilm Solo Sunny bekannt und war kurz vor dieser Tatort-Folge aus der DDR in die Bundesrepublik übergesiedelt.
- Nach dem großen Erfolg von Midnight Lady aus der Tatort-Folge Der Tausch produzierte Dieter Bohlen erneut ein Lied für den Tatort, das diesmal den Titel Broken Heroes trägt und wie der Vorgänger von Chris Norman interpretiert wurde.[2]
- Diese Folge, die am 1. Mai 1988 erstmals gesendet wurde, war bereits vom 20. Mai bis zum 23. Juni 1986 unter dem Arbeitstitel Die Blume aus Bangkok gedreht worden.
- Nach zwei Nebenauftritten in Schimanski-Tatorten (Der Pott war der andere) spielt Miroslav Nemec seit 1991 den Tatort-Ermittler Ivo Batic, der zusammen mit Udo Wachtveitl als Franz Leitmayr für den Bayerischen Rundfunk ermittelt.
- Den Anstecker mit gelber Hand, den Schimanski an seiner Jacke trägt, gibt es wirklich. Es handelt sich um ein Symbol des Vereins Mach meinen Kumpel nicht an![3] in Düsseldorf, der sich gegen Rassismus einsetzt.

### DVD und Buch
Die Tatort-Folge Gebrochene Blüten ist zusammen mit Zweierlei Blut und Spielverderber auf der „Tatort: Schimanski-Box Vol. 2“ enthalten (3 DVDs, Bonusmaterial, Laufzeit 267 Min., herausgegeben von Walt Disney Studios, Erscheinungsdatum 22. Juli 2010).
Gebrochene Blüten ist 1988 in der Schimanski-Reihe auch als Heyne-Taschenbuch erschienen.

## Kritik
TV Spielfilm urteilte: „Der Kommissar der 80er: hart, herzlich, gerecht.“
prisma meinte: „Sehenswert: Einmal mehr inszenierte ‚Tatort‘-Routinier Hajo Gies – dieses Mal nach einer Vorlage seines Bruders Martin - einen Fall um den Duisburger Ermittler Horst Schimanski alias Götz George, der es hier mit einer Frauenhändlerbande zu tun bekommt. Für die Musik sorgte Dieter Bohlen, inzwischen zum Juror von „Deutschland sucht den Superstar“ aufgestiegen, und in einer kleinen Nebenrolle ist Bodybuilder Ralf Möller (Far Cry‘, ‚Postal‘, ‚Pathfinder – Fährte des Kriegers‘) zu sehen, der es auf den Spuren von Arnold Schwarzenegger sogar zum anerkannten Darsteller gebracht hat.“